# Théopompe de Sparte
Pour les articles homonymes, voir Théopompe (homonymie).
Théopompe (vers 725 av. J.-C. - vers 675 av. J.-C.) est un roi Eurypontide de Sparte. 

## Biographie
Fils et successeur de Nicandre, il augmenta le pouvoir des éphores, disputa Thyrée aux Argiens, et commença la première guerre de Messénie. Après quelques succès, il fut battu et pris par Aristodème près du mont Ithôme, et égorgé.

## Source
Marie-Nicolas Bouillet  et Alexis Chassang (dir.), « Théopompe » dans Dictionnaire universel d’histoire et de géographie, 1878 (lire sur Wikisource)